# Douve de Gauss

Les nombres premiers gaussiens de parties réelle et imaginaire au plus sept, montrant des portions d'une douve gaussienne de largeur deux.

En théorie des nombres, le problème des douves gaussiennes est de déterminer s'il existe une suite infinie de nombres premiers gaussiens distincts tels que la différence entre deux entiers consécutifs de la suite soit bornée.

## Description
Une façon imagée de présenter le problème est de considérer les entiers premiers gaussiens comme des pieux dans une « mer de nombres complexes » ; la question est de savoir si l'on peut marcher de l'origine à l'infini sur ces pieux, avec des pas de longueur bornée, sans se mouiller. Le problème a été posé pour la première fois en 1962 par Basil Gordon (et parfois été attribué à tort à Paul Erdős) et il n'est toujours pas résolu,.
Avec les nombres premiers usuels, une telle suite n'existe pas : le théorème des nombres premiers implique qu'il y a des écarts entre nombres premiers arbitrairement grands dans la suite des nombres premiers, et de façon plus élémentaire, il y a preuve directe élémentaire : pour tout {\displaystyle n} , les {\displaystyle n-1} entiers consécutifs {\displaystyle n!+2,n!+3,\ldots ,n!+n} sont tous des entiers composés.

Entiers de Gauss de norme au plus 500. Les carrés noirs sont autant de pieux permettant de traverser la mer des nombres complexes sans se mouiller, à condition de faire des pas assez grands.

Le problème de trouver un chemin entre deux nombres premiers gaussiens qui minimise la taille maximale du saut est une instance du problème du chemin minimax (en), et la taille du pas dans un chemin optimal est égale à la largeur de la plus large douve entre les deux nombres premiers ; une douve est définie comme une partition des nombres premiers en deux sous-ensembles et sa largeur est la distance de la paire la plus proche qui a un élément dans chaque sous-ensemble. Ainsi, le problème des douves gaussiennes peut être formulé sous la forme équivalente suivante : existe-t-il une borne finie sur les largeurs des douves qui ont un nombre fini de nombres premiers du côté de l'origine ? 

## Résultats
Des calculs numériques ont montré que l'origine est séparée de l'infini par une douve de largeur 6, ce qui améliore la borne précédente de Gethner, Wagon et Wick qui était de {\displaystyle {\sqrt {26}}}.  On sait aussi que, pour tout nombre k positif, il existe des nombres premiers gaussiens dont le plus proche voisin est à distance k ou plus. Ces nombres peuvent même être pris sur l'axe réel. Par exemple, le nombre 20785207 est entouré d'une douve de largeur 17. Ainsi, il existe bien des douves de largeur arbitrairement grande, mais ces douves ne séparent pas nécessairement l'origine de l'infini. 

## Articles liés
- Entier de Gauss
- Nombre premier de Gauss